# Stortjärnen (Sunnemo socken, Värmland, 663401-138951)
Stortjärnen är en sjö i Hagfors kommun i Värmland och ingår i Göta älvs huvudavrinningsområde. Sjön har en area på 0,064 kvadratkilometer och ligger 255,9 meter över havet.

## Delavrinningsområde
Stortjärnen ingår i det delavrinningsområde (663503-138561) som SMHI kallar för Inloppet i Grässjön. Medelhöjden är 224 meter över havet och ytan är 68,23 kvadratkilometer. Räknas de 14 avrinningsområdena uppströms in blir den ackumulerade arean 192,92 kvadratkilometer. Svartån (Älgsjöbäcken) som avvattnar avrinningsområdet har biflödesordning 3, vilket innebär att vattnet flödar genom totalt 3 vattendrag innan det når havet efter 359 kilometer. Avrinningsområdet består mestadels av skog (91 procent). Avrinningsområdet har 0,14 kvadratkilometer vattenytor vilket ger det en sjöprocent på 0,2 procent.